# Sixth Avenue
Sixth Avenue (česky Šestá avenue), známá také jako „Avenue of the Americas“, je hlavní, na sever vedoucí dopravní tepnou v newyorské čtvrti Manhattan. Po většině její délky se nacházejí komerční budovy.
Sixth Avenue začíná čtyři bloky pod Canal Street, a to konkrétně u Franklin Street v Tribeca, kde se severně směřující Church Street dělí na Šestou avenue vlevo a místní pokračování Church Street vpravo, které pak končí na Canal Street. Od tohoto začátku prochází Sixth Avenue přes SoHo a Greenwich Village, zhruba odděluje Chelsea od Flatiron District a NoMad, prochází Garment District a lemuje okraj Theater District, přičemž prochází Midtown Manhattan.
Severní konec Sixth Avenue se nachází v Central Parku South, v těsném sousedství vchodu do Central Parku Artists' Gate přes Center Drive. Historicky se názvu Šestá avenue užívalo také pro pojmenování silnice, jež vycházela z Central Parku směrem na sever, ale tento úsek byl v roce 1887 přejmenován na Lenox Avenue a v roce 1987 na Malcolm X Boulevard.

## Historie

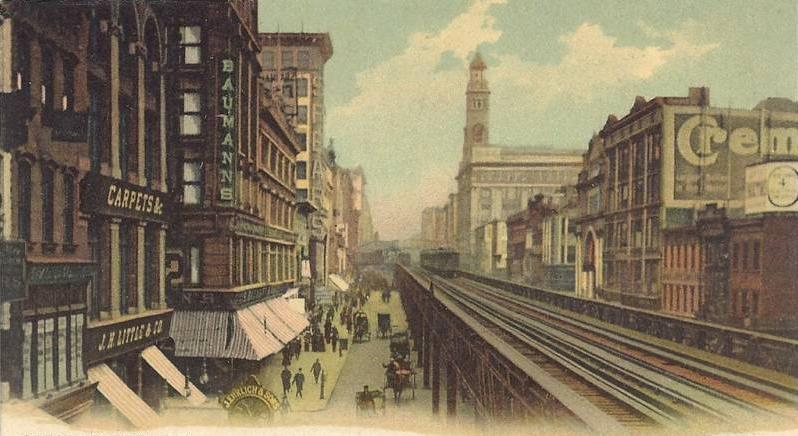
Pohled na sever z 14. ulice v roce 1905, s Sixth Avenue El vpravo

Šestá avenue byla vytyčena v plánu komisařů z roku 1811. Podle původního plánu končila jižní část Šesté avenue na Carmine Street v Greenwich Village a pokračovala na sever až na 147. ulici v Harlemu. V roce 1857 byl do uliční sítě přidán Central Park, který vytvořil přerušení Šesté avenue mezi 59. a 110. ulicí. Návrhy na prodloužení ulice jižně od Carmine Street projednávala městská rada již v polovině 60. let 19. století. V roce 1878 byla na Šesté avenue vybudována nadzemní dráha IRT Sixth Avenue Line ("El"), která ulici zatemnila a snížila její hodnotu. Na počátku a v polovině 19. století procházela Šestá avenue kolem oblíbeného roadhouse a hostince Old Grapevine na rohu 11. ulice, která v té době tvořila severní okraj města.
Koncem roku 1887 byla harlemská část tehdejší Šesté avenue přejmenována na Lenox Avenue podle filantropa Jamese Lenoxe; o sto let později byla přejmenována na Malcolm X Boulevard na počest zavražděného vůdce za občanská práva.
Od roku 1926 byla Šestá avenue v rámci výstavby Hollandova tunelu rozšiřována a prodlužována od Minetta Lane ke Canal Street. Menší boční ulice v trase prodloužení byly rovněž zrušeny nebo začleněny do prodloužené třídy. Prodloužení Šesté avenue také umožnilo výstavbu linky Independent Subway System (IND) na Osmou avenue, která měla vést pod Šestou avenue jižně od Osmé ulice. Kvůli výstavbě nového metra byly budovy zničeny a zbourány, aby bylo možné prodloužit Šestou avenue směrem na jih. Výstavba prodloužení metra měla za následek značnou ztrátu obytných kapacit pro stávající obyvatele, protože kvůli prodloužení Šesté avenue bylo vystěhováno deset tisíc lidí. Jeden historik uvedl, že většina vystěhovaných obyvatel byli „italští přistěhovalci, kteří v Americe neznali jiný domov“. Podle průvodce WPA po New Yorku vznikly v důsledku rozšíření prázdné boční stěny obrácené k „neinspirativní dopravní tepně“ a malé zbytkové prostory. Desítky budov, včetně původního kostela Panny Marie Pompejské, byly zbourány. Prodloužení Šesté avenue bylo otevřeno pro dopravu v roce 1930 a linka metra byla dokončena o dva roky později. Šestá avenue, jediná číslovaná třída, která se táhla jižně od Houston Street, se tak stala nejjižnější číslovanou třídou na Manhattanu. Bylo upraveno číslování domů u stávajících budov.

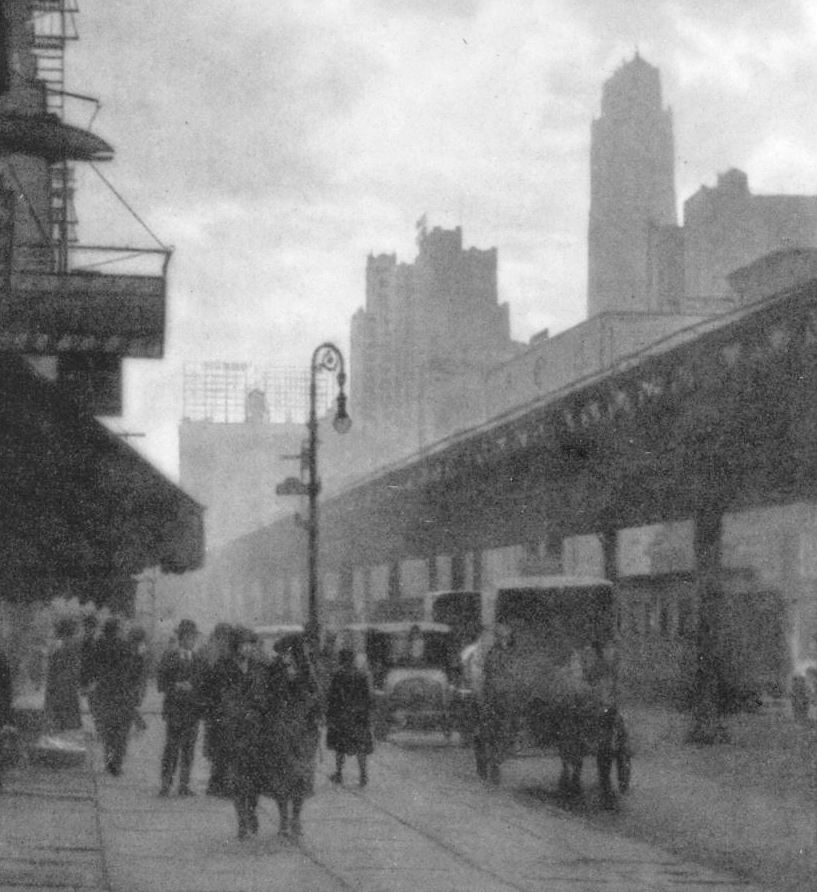
Sixth Avenue v roce 1922

Ve třicátých letech 20. století se koalice obchodních podniků a majitelů budov podél Šesté avenue zasadila o odstranění El. El byla zrušena 4. prosince 1938 a postupně se rušila, počínaje Greenwich Village v letech 1938-39. Náhradní metro na Šesté avenue, které jezdilo mezi Houstonovou a 53. ulicí s přestupem na linku na Osmé avenue na Západní čtvrté ulici, bylo otevřeno v roce 1940.
Demolice nadzemní dráhy na Šesté avenue měla za následek také urychlení komerčního rozvoje této třídy v Midtownu. Od 60. let 20. století byla avenue nad 42. ulicí zcela přebudována na zcela nepřerušenou třídu sídel firem umístěných ve věžích ze skleněných desek ve stylu mezinárodní moderny. Mezi postavenými budovami byla i budova CBS na 52. ulici od Eera Saarinena (1965), přezdívaná "Black Rock" podle tmavých žulových pilířů, které se bez přerušení táhnou od základny ke koruně; tato vyhlášená dominanta je jediným Saarinenovým mrakodrapem.
Dne 10. března 1957 byla Šestá avenue přebudována na jednosměrný provoz severně od křižovatky s Broadwayí na Herald Square. Zbytek třídy následoval 10. listopadu 1963.
V polovině 70. let 20. století město ulici „vyšperkovalo“, včetně doplnění vzorovaných cihlových přechodů, přemalování pouličních lamp a nových náměstí pro pěší. Bylo také instalováno speciální osvětlení, které je ve zbytku města vzácné.

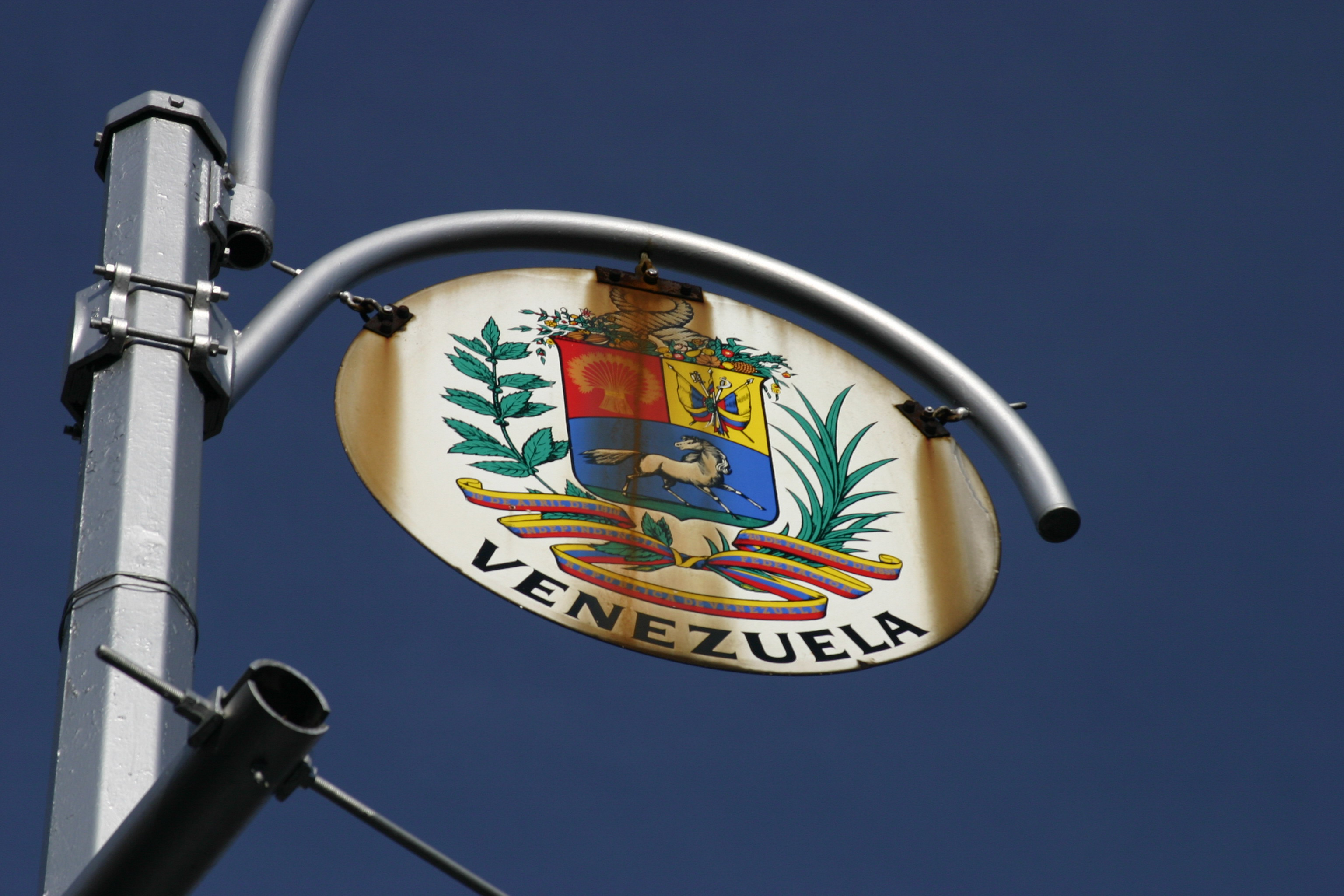
Označník venezuelského konzulátu na Sixth Avenue

### Názvy
Oficiální název třídy byl změněn na Avenue of the Americas v roce 1945 městskou radou na žádost starosty Fiorella La Guardii, který 2. října 1945 podepsal příslušný zákon. Záměrem bylo uctít panamerické ideály a principy a národy Střední a Jižní Ameriky a povzbudit tyto země, aby si na třídě vybudovaly své konzuláty. V té době se mělo za to, že název dodá ošuntělé ulici větší vznešenost a podpoří obchod se západní polokoulí.
Po změně názvu byly na pouliční lampy na třídě připevněny kulaté cedule se státními pečetěmi poctěných národů. Newyorčané však novější název třídy používali jen zřídka a v roce 1955 neformální studie zjistila, že místní obyvatelé používali Sixth Avenue více než osmkrát častěji než Avenue of the Americas. Tento krok byl také kritizován jako pouhá propaganda těmi, kteří chtěli návrat k původnímu názvu. V posledních letech byla ulice označována jak jako Avenue of the Americas, tak jako Sixth Avenue. Většina starých kulatých cedulí se znaky zemí zmizela koncem 90. let a ty, které zůstaly, vykazují známky stáří.

## Pozoruhodné budovy a události

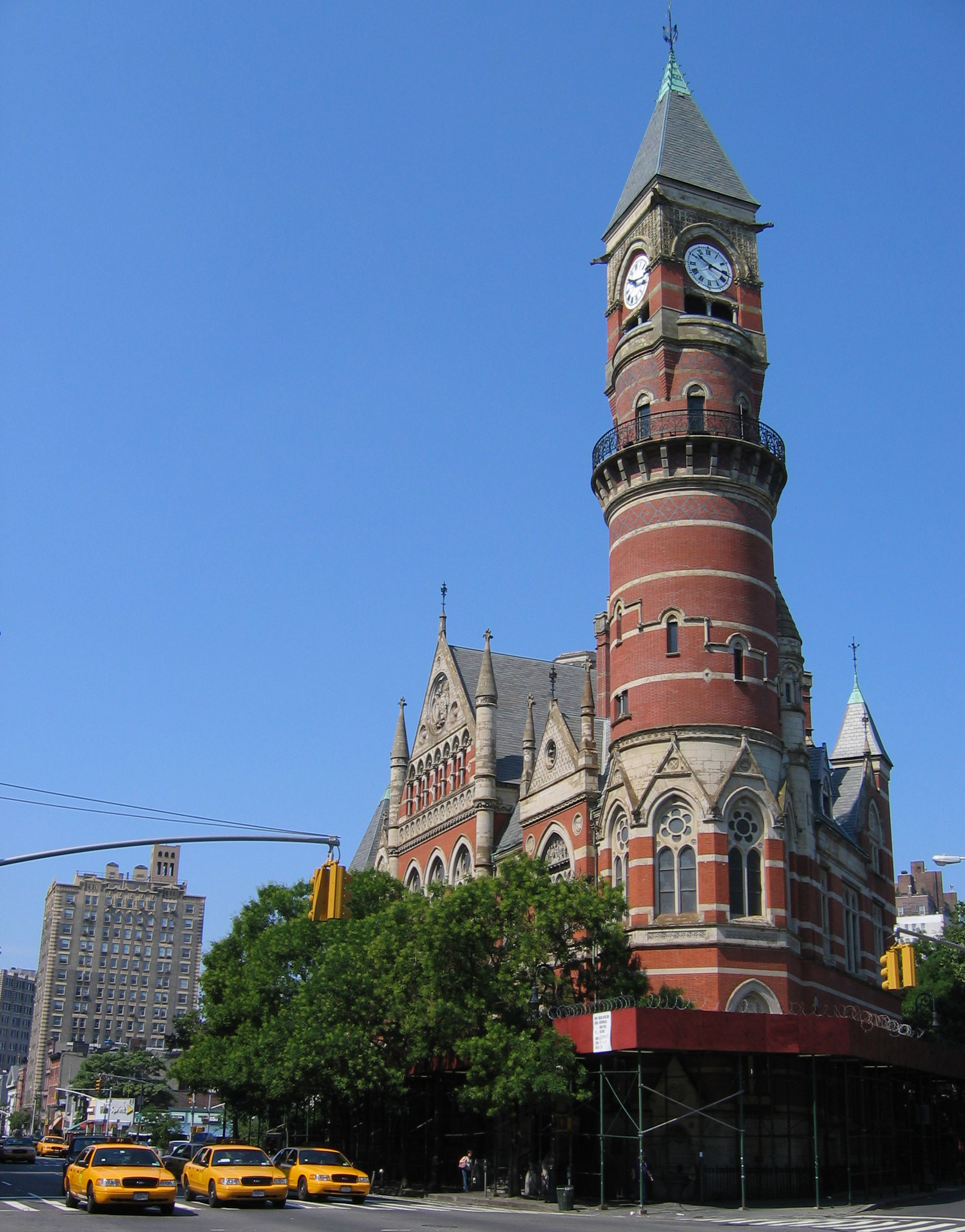
Budova Jefferson Market Library v Greenwich Village

K pamětihodnostem podél Šesté avenue patří náměstí Juana Pabla Duarteho; s polychromovanou vrcholně viktoriánskou gotickou soudní budovou Jefferson Market Courthouse, v níž v současnosti sídlí Jefferson Market Library; dochovaný úsek velkých obchodních domů z let 1880 až 1900 v historické čtvrti Ladies' Mile, která se táhne od 18. do 23. ulice; bývalá čtvrť velkoobchodu s květinami; Herald Square na 34. ulici, kde se nachází obchodní dům Macy's; Bryant Park od 40. do 42. ulice; a korporátní úsek nad 42. ulicí, jehož součástí je věž Bank of America Tower, W. A. Komenského a další. R. Grace Building, International Center of Photography, Rockefeller Center - včetně Time-Life Building, News Corp. Building, 1251 Avenue of the Americas a McGraw-Hill Building, jakož i Radio City Music Hall. V roce 2016 byla Steinway Hall of New York přestěhována na adresu 1133 Sixth Avenue.
Šestá avenue je místem, kde se každoročně koná Halloweenský průvod ve Village v Greenwich Village a Dominikánský průvod v Midtownu. and the Dominican Day Parade in Midtown.

## Hromadná doprava
Na Šestou avenue jezdí newyorské metro IND Sixth Avenue Line (vlaky B, D, F, <F> a M) severně od Houston Street a IND Eighth Avenue Line (vlaky A, C a E) jižně od Greenwich Avenue. Harlemská část Šesté avenue (Lenox Avenue) je obsluhována linkou IRT Lenox Avenue Line (vlaky 2 a 3) severně od Central Park North (110. ulice). Pod Šestou avenue jezdí také linky PATH Uptown Hudson Tubes do New Jersey (vlaky JSQ-33, HOB-33 a JSQ-33 (přes HOB)) od 9. do 33. ulice.